# Міцена кров'яноніжкова
Міцена кров'яноніжкова (лат. Mycéna haemátopus) — вид грибів роду міцена сімейства міценові. Їстівний, але збирається дуже рідко через дрібні розміри.
Він широко поширений і звичайний в Європі та Північній Америці, а також зустрічався в Японії та Венесуелі. Він є сапротрофним — тобто отримує поживні речовини, споживаючи органічну речовину, що розкладається, а плодові тіла з'являються невеликими групами або скупченнями на гнилих колодах, стовбурах і пнях листяних дерев, зокрема бука. Гриб, вперше науково описаний у 1799 році.

## Морфологія

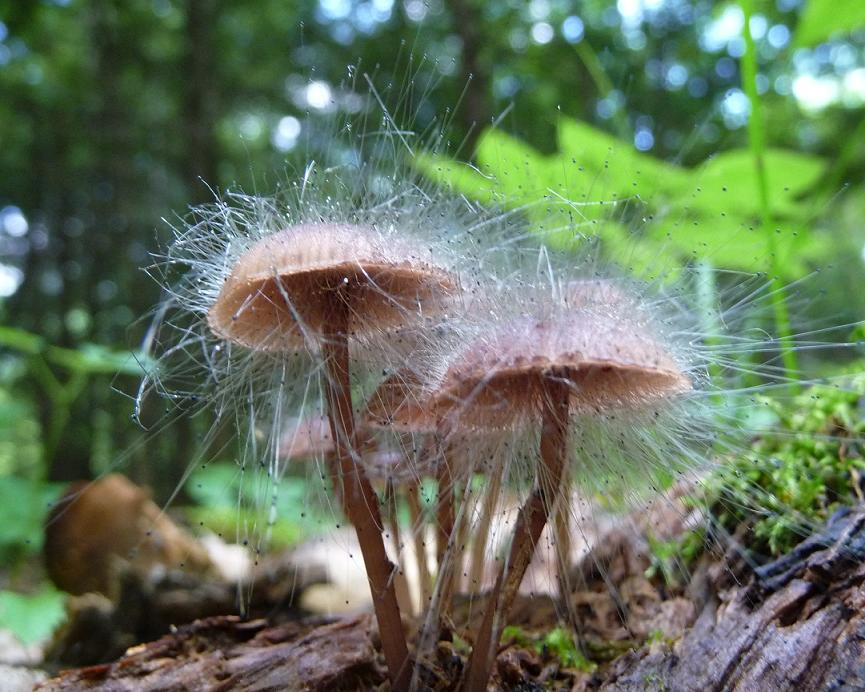
Spinellus fusiger, що паразитує на міцені

Шапинка гриба у діаметрі досягає 0,5-3 см, більш-менш дзвонової форми, із зубчастим краєм, червоно-коричневого кольору. Платівки вузько прирослі, з коричневим відтінком, середньо розташовані. Відбиток спор біло-кремового кольору. Спори 8,5×6 мкм, амілоїдні, еліпсоподібні. Ніжка 2-4 мм, висотою 3-7 см, червоно-коричнева, тонка, порожня. М'якуш виділяє криваво-червоний молочний сік.